# Malamocco

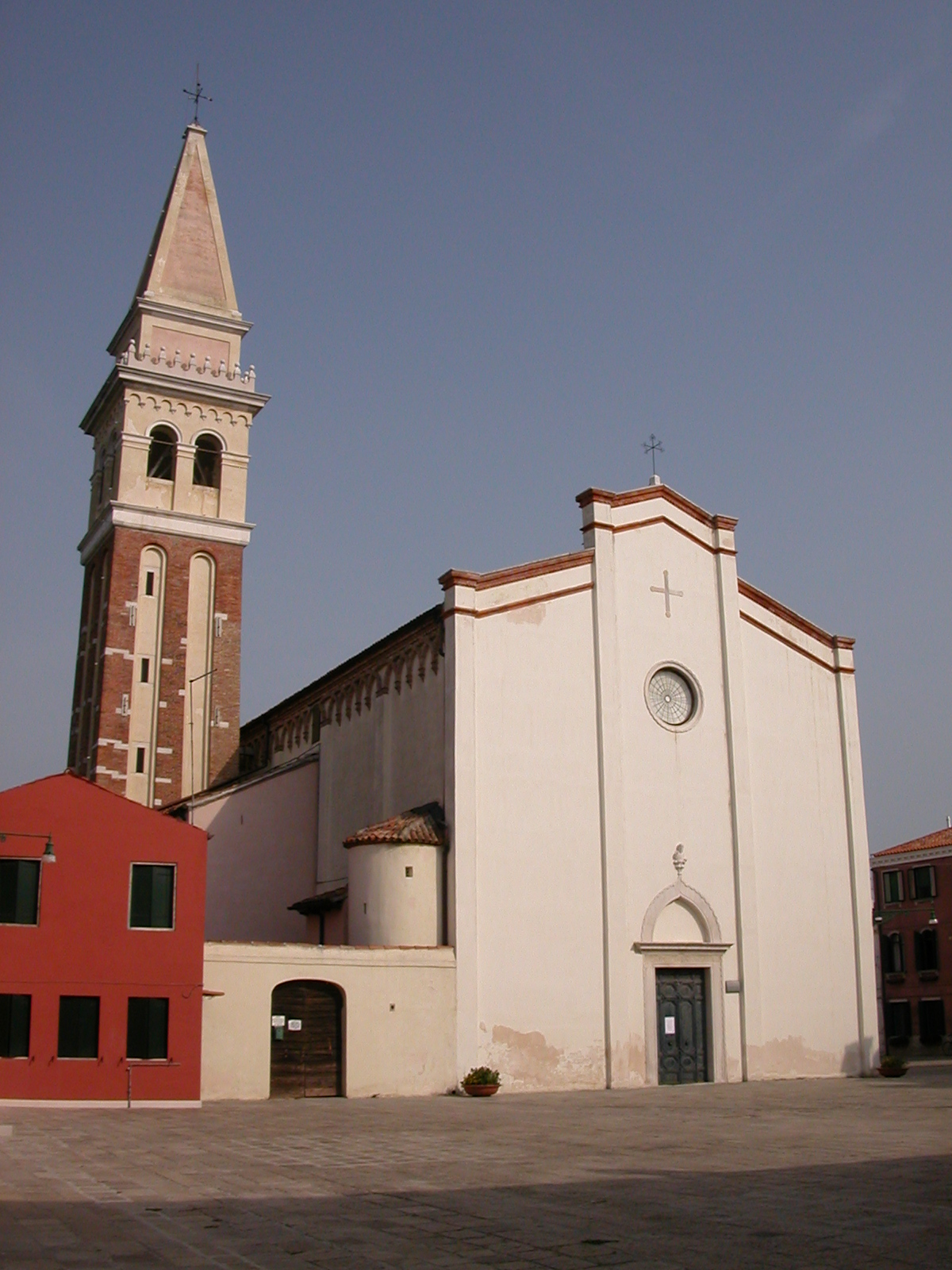
Santa Maria Assunta

Malamocco es un barrio de Venecia. Se encuentra en el centro de una franja de tierra que separa la laguna del mar Adriático, llamada Lido. El canal de Malamocco, tiene una profundidad de 14 metros, suele utilizarse para el transporte de barcos de mercancías aprovechando su cercana conexión con el Puerto de Marghera y el Puerto de Venecia.
Se la suele relacionar con una antigua población romana llamada Metamaucum, aunque su posición exacta permanece un misterio para los arqueólogos actuales. La actual población de Malamocco cuenta con 17.191 habitantes (censo del 2012).
La iglesia parroquial de Malamocco está ahora dedicada a Santa María de la Asunción, pero originalmente lo fue a Nuestra Señora del Mar. La iglesia fue construida en estilo véneto-bizantino en el siglo XII.
Sufrió modificaciones en 1339 y 1557. El interior de la iglesia se basa en una sola nave. El campanario tiene cuatro campanas en Fa mayor desde 1803. En Malamocco también podemos encontrar el Ponte (puente) Borgo, el Palazzo Pretorio y un monumento de forma hexagonal con el escudo de armas de la familia Pisani. La familia Pisani gobernó Malamocco a mediados del 1537. El Palazzo del Podestá perteneciente al siglo XV es de estilo gótico.
Teodato Ipato, el segundo dux de Venecia (742-755), trasladó la sede ducal de Eraclea a Malamocco, donde permaneció hasta el año 812, cuando fue trasladada a Rialto después del exilio del dux Obelerio Antenoreo, que regresó con el apoyo de la población en 832, pero fue derrotado y el asentamiento quemado. Durante el período de la República, Malamocco fue uno de los nueve distritos del Dogado. Fue gobernada por un podestà, que era elegido por un período de dieciséis meses.